# Echinops taftanicus
Echinops taftanicus là một loài thực vật có hoa trong họ Cúc. Loài này được Mozaff. & Ghahr. mô tả khoa học đầu tiên năm 2002.